# Inkhundla Maseyisini
L'Inkhundla Maseyisini è uno dei quattordici tinkhundla del distretto di Shiselweni, nell'eSwatini.

## Geografia antropica

### Suddivisioni amministrative
L'Inkhundla è suddiviso nei 4 seguenti imiphakatsi: Dlovunga, Kamzizi, Mbilaneni, Vusweni.